# 揚貨装置運転士
揚貨装置運転士（ようかそうちうんてんし）とは、日本において、労働安全衛生法に定められた国家資格（労働安全衛生法による免許証）の一つであり、揚貨装置運転士免許試験（学科及び実技）に合格し、免許の交付を受けた者をいう。なお、一定の規模以下の揚貨装置については、特別教育を受けることで運転・操作することが可能となっている。

## 概要
労働安全衛生法（昭和47年法律第57号）第61条では、事業者は、政令で定める一定の業務については、都道府県労働局長の当該業務に係る免許を受けた者又は都道府県労働局長の登録を受けた者が行う当該業務に係る技能講習を修了した者その他厚生労働省令で定める資格を有する者でなければ、当該業務に就かせてはならないとしている。
そして、就業制限に係る業務の一つとして労働安全衛生法施行令（昭和47年政令第318号）は「制限荷重が5トン以上の揚貨装置の運転の業務」について就業制限を設けており（労働安全衛生法施行令第20条第2号）、当該業務については労働安全衛生施行規則（昭和47年労働省令第32号）により揚貨装置運転士免許を受けた者でなければ、当該業務に就かせてはならないとしている（労働安全衛生施行規則別表第三）。

### 揚貨装置
- 揚貨装置とは、船舶に取り付けられたデリックやクレーン設備のことをいい、陸から船へあるいは船から陸へ積載貨物を積み替える港湾での荷役作業に用いられる機械である。同様の作業を行うクレーンであっても、港湾側に設置・配置されたものは揚貨装置には含まれない（それらはクレーン・デリック運転士免許で運転操作可能）。揚貨装置とはあくまで船上に設置されたもののみを指す。また、船上に設置されたクレーンであっても自船への荷役を行わない浮きクレーン（起重機船、フローティング・クレーンなど）は、区分上は移動式クレーンとなり、別の免許（移動式クレーン運転士免許）が必要となる。
- 機械（装置）の種別としては、法令上はクレーン、移動式クレーン、デリックと同格・並列で記載され別個のものとされるが、荷役機械の実際の形式としては独自の揚貨装置といったものがあるわけではなく、たまたま船上に設置されたクレーン又はデリックのことを揚貨装置と呼び免許を別にしている。わざわざ別の資格としている理由の一つとしては、揚貨装置はしっかりと接地されているクレーンやデリックと異なり、バランス操作を誤ると足場である船舶自体が転覆する危険性があることが挙げられる。

### 区分
- 揚貨装置運転士免許

制限荷重5t以上を含め全ての揚貨装置を運転・操作することができる。
クレーン・デリック運転士とは異なり現在のところ限定免許は設けられていない。

### 例外
労働安全衛生法施行令第20条第2号では「制限荷重が5トン以上の揚貨装置の運転の業務」について就業制限が設けられており、制限荷重が5トン未満の揚貨装置については揚貨装置運転士資格は必要とされていないが、制限荷重5t未満の揚貨装置の運転・操作については原則として揚貨装置の運転の業務に係る特別教育を行わなければならないとされている（労働安全衛生規則第36条第6号）。
特別教育については備考を参照。

## 免許試験
- 免許試験は全国の安全衛生技術センターにおいて行われる。実技教習は都道府県労働局長登録教習機関において行われる。免許試験は揚貨装置運転士免許規程（昭和47年労働省告示第98号）に基づく。揚貨装置運転実技教習は揚貨装置運転実技教習、クレーン運転実技教習及び移動式クレーン運転実技教習規程（昭和47年労働省告示第99号）に基づく。
- 試験のうち、学科は安全衛生技術センターで受験しなければならないが、実技については同センターで実技試験を受けるコースのほか、登録教習機関で「揚貨装置運転実技教習」を修了するという選択肢も認められている。学科試験・実技試験ともセンターで受験する場合は学科・実技の順に合格する必要があるが、実技教習を登録教習機関で受ける場合は学科試験の前にあらかじめ実技教習を修了しておくことも可能である。

### 例外
- クレーン・デリック運転士、移動式クレーン運転士免許所持者は、学科2、3と実技2が免除。
- 玉掛け技能講習、床上操作式クレーン技能講習、小型移動式クレーン技能講習の修了者は実技2が免除。

### 受験資格
- 誰でも受験可能だが、免許交付は18歳以上。

### 免許試験科目
- 学科

1. 揚貨装置に関する知識
2. 原動機及び電気に関する知識
3. 揚貨装置の運転のために必要な力学に関する知識
4. 関係法令

- 実技

1. 揚貨装置の運転
2. 揚貨装置の運転のための合図

### 揚貨装置運転実技教習科目
1. 揚貨装置の基本運転（4時間）
2. 揚貨装置の応用運転（4時間）
3. 揚貨装置の合図の基本作業（1時間）

※修了試験が課せられる。

## 備考
以下はクレーン等安全規則において定められる「移動式クレーン運転士」資格とは異なるものであるが、一定の規模以下の揚貨装置については、特別教育を受けることで運転・操作することが可能とされている。

### 揚貨装置の運転の業務に係る特別教育
- 特別教育は各事業所（企業等）又は都道府県労働局長登録教習機関において行われる。
- 安全衛生特別教育規程（昭和47年労働省告示第92号）で規定された履修時間は15時間（以上）となっている。

#### 特別教育科目
- 学科

1. 揚貨装置に関する知識（4時間）
2. 原動機及び電気に関する知識（2時間）
3. 揚貨装置の運転のために必要な力学に関する知識（4時間）
4. 関係法令（1時間）

- 実技

1. 揚貨装置の運転（3時間）
2. 揚貨装置の運転のための合図（1時間）